# Draba extensa
Draba extensa är en korsblommig växtart som beskrevs av Hugh Algernon Weddell. Draba extensa ingår i släktet drabor, och familjen korsblommiga växter. IUCN kategoriserar arten globalt som starkt hotad. Inga underarter finns listade i Catalogue of Life.